# バブルネット・フィーディング

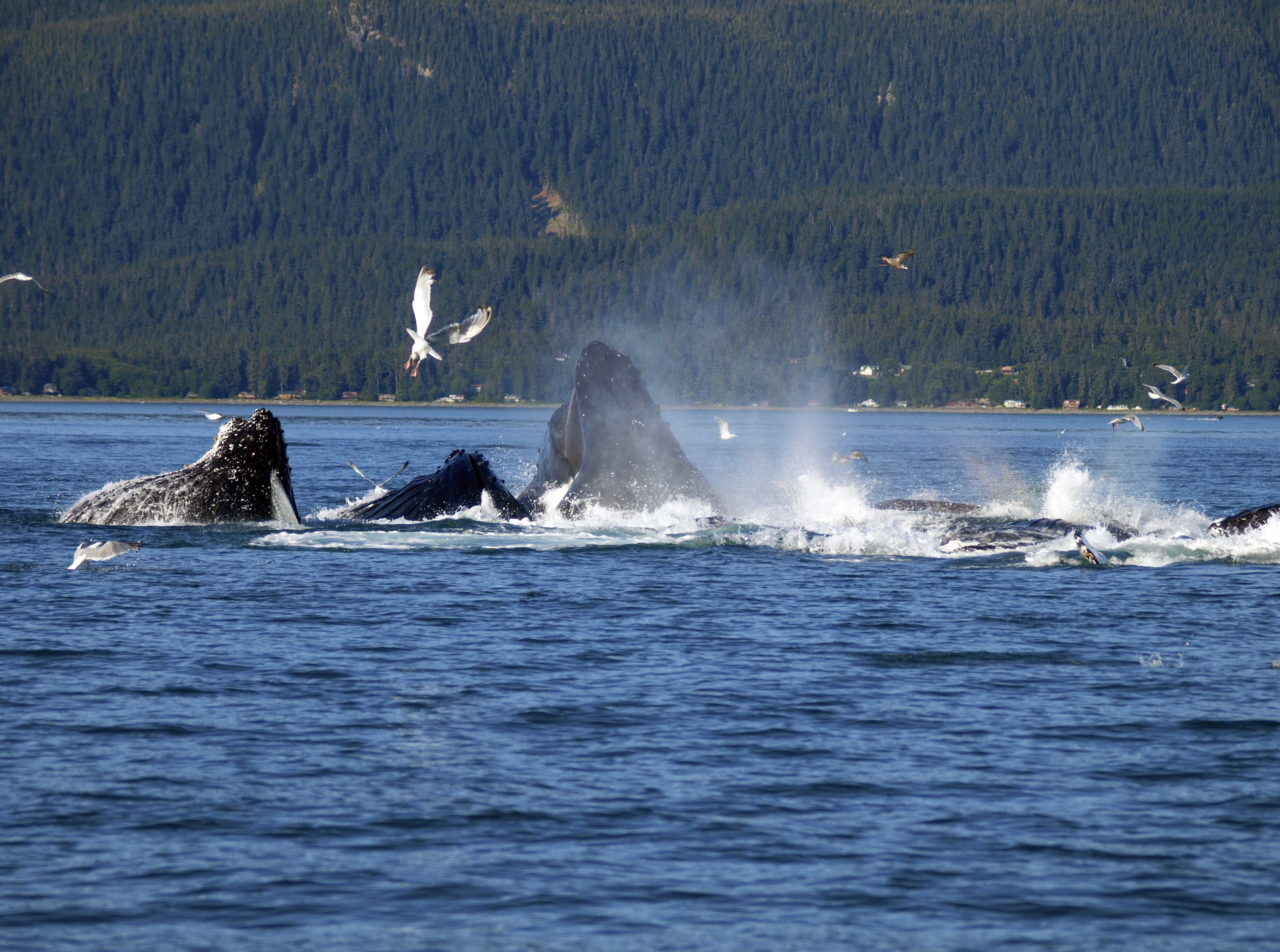
複数のザトウクジラが行うバブルネット・フィーディング。アラスカ･ジュノー

バブルネット・フィーディング（英：bubble-net feeding）とは、ヒゲクジラ類の1種であるザトウクジラが網のように獲物を取り囲み集約させるために行う噴気孔からの一連の気泡放出とそれに引き続く採餌に対して命名された行動である。その技法としての特異性だけではなく、単独だけではなく複数個体（ときには15頭をこえる）で行われることから、協同行動としても注目されている。

## 概要

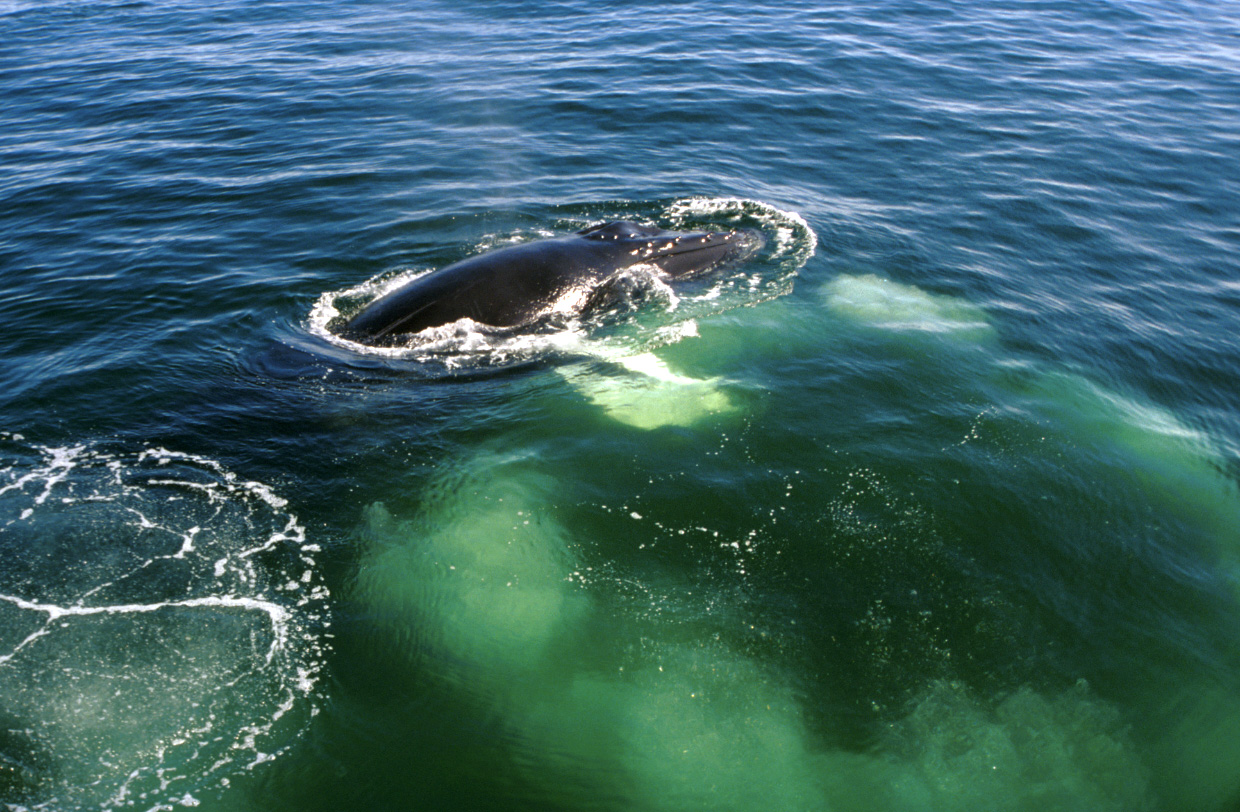
バブルネットとザトウクジラ (NOAA)

ザトウクジラ (Megaptera novaeangliae) は他の大型ナガスクジラ科クジラと同様に、採餌場所と繁殖地の間を数千kmもの季節的回遊を行う。冬季（北半球では 1〜4月、南半球では 7〜10月）には低緯度の暖かい海域で出産と子育てを行い、夏季（北半球では 6〜9月、南半球では 12〜3月）には高緯度海域に回遊し餌を採る。餌生物はオキアミ類からニシン・イカナゴ類などの群泳性魚類まで幅広い（餌生物節を参照）。
全世界のザトウクジラは、大きく北太平洋・北大西洋・南半球の3個体群に分かれており、各個体群はそれぞれ M. n. novaeangliae（北大西洋）M. n. kuzira（北太平洋）M. n. australis（南半球）のように亜種とされることもある。北太平洋・北大西洋・南半球の各グループは大陸による隔離や回遊時期の違いなどにより互いに交流のないそれぞれ独立した個体群を維持していると考えられているが、バブルネット・フィーディングは北太平洋、北大西洋、南半球、各地域全ての高緯度海域と数カ所の低緯度海域で観察されている。
バブルネット・フィーディングの基本的な流れとしては：
1. クジラが噴気孔から気泡を放出しながら海中を進む。
2. 連続して浮上していく気泡は障壁（バブルネット）となって餌生物の進路を制限する。
3. 逃げ道を塞がれて滞留した餌生物を海面近くに上昇してきたクジラが一飲みにする。

という過程を経る。バブルネットを構成する気泡はおよそ 2 cm 以上で様々な大きさのものが集まり、最大でマスクメロンの大きさになる。ただし気泡を放出するやり方や気泡の障壁の形状など、細かい手法の差異が個体間だけでなく地域間にも存在し（例えば後述するバブル・クラウドはアラスカでは観察されない）、学習によって伝達されると考えられている。複数で行う場合には、低音から高音へ変化していく発声が観測される。発声は約500 Hz 周辺の帯域で少しずつ上昇していき、一旦 400 Hz あたりに低下した後 800 Hz へ急上昇して終了する。環状または螺旋状に餌生物を囲い込む場合のバブルネット直径は餌生物の種類など条件によっても変化し、3〜30 m ほどになる。
捕食の際に気泡を放出する動物はザトウクジラ以外にもシャチ・タイセイヨウマダライルカ・コククジラ・ナガスクジラ・ニタリクジラ・カナダカワウソ・ウミスズメ科鳥類などで知られているが、気泡放出の能動的/効率的な応用の観点においてザトウクジラが行うバブルネット・フィーディングは他の捕食者の気泡放出とは一線を画す。またこの行動は単独でも複数でも行われるが、複数で行われる際には連係と協調を伴い、こういった協調行動はヒゲクジラ類の摂食行動としてはめずらしい事例となっている。

## 研究史
ザトウクジラが捕食の際に気泡を用いることを最初に報告したのはノルウェーの捕鯨漁師 Andreas Ingebrigtsen が1929年に記述したものだとされている。彼はノルウェー海 Bear Island 付近で1905年に観察したザトウクジラが用いる採餌方法の1つを：
と描写し、噴気孔からの気泡が網として機能していることにも言及した。もっともその当時は漁師によるそれらの報告はあまり信じられていなかったと言われており、その他にIngebrigtsenが報告した飲み込み形採餌に対しても採餌ではなく遊びではないかとの否定的意見があった。
しかし、1966年からアラスカ南東部ジュノー近辺で12年に渡って行われていたザトウクジラの採餌行動観察の結果がチャールズとヴァージニアの Jurasz 夫妻によって（第一報が1978年に、その後詳細が1979年に）発表された。この中で夫妻は彼らが観察した採餌行動として、クジラが口を開けて餌生物の群に突っ込む「突進採餌 (lunge feeding)」などを紹介すると共に、海中で気泡を環状や閉じた螺旋状に放出し獲物を封じ込めて食べる採餌手法が実際に存在することを明らかにし、バブルネット・フィーディングとして紹介している。"Bubblenet feeding" という語はこの報告の中で Jurasz 夫妻によって使われ始めたものである。
1977年から1980年にかけてメイン湾（アメリカ北東大陸棚）におけるザトウクジラ採餌活動が航空機や海上船舶も使用して観察され、1982年に James H. W. Hain 等が報告した。航空機からの直接観察や写真撮影により、海面上での気泡の配置やクジラの軌道なども詳細に記録され図示されている。この報告で Hain 等はザトウクジラの採餌行動にさらに新しいバリエーションを付け加えた。そのうちの一つに「バブル・クラウド（雲形気泡）」があり、連続した気泡放出ではなく単発で大量に放出された気泡により形成された「雲」を作り出すものである。放出直後の気泡集合の直径は小さいが上昇と共に拡大し最終的には雲の直径は大きく 4〜7 m にもなる。雲を構成する個々の気泡径は推定 2 cm未満と小さく、その大きさは揃っている。これはバブルネットを形成する気泡（気泡径 2 cm以上・最大マスクメロン大までの様々な大きさ）とは対照的である。魚群の下から放出された雲が海面との間で魚群を集約しクジラがそれを捕食する事例が観察されている。
Jurasz & Jurasz (1979) はアラスカ南東部で調査を行ったのでそれはザトウクジラの北太平洋個体群の報告であり、ノルウェー海で行われた Ingebrigtsen (1929) と北米東岸で行われた Hain et al. (1982) の観察は北大西洋個体群のものである。残る南半球個体群についても、南極海からの観察例が遅くとも1989年までに報告されている。
上記、北太平洋・北大西洋・南半球のどれにも属さない個体群が存在することが知られている。そのグループ、北インド洋のアラビア海にいる個体群は20世紀末から徐々にその特異性が明らかになってきた。彼らは定住性でほかのザトウクジラと異なり高緯度海域への季節的回遊を行わず、北太平洋・北大西洋・南半球いずれの個体群とも交流がない。現在アラビア海個体群はその個体数を危機的なまでに減少させ、IUCNにより絶滅危惧 (Endangered) に指定されている。遺伝的な調査により、アラビア海個体群はおよそ70000年前に他のザトウクジラとの分化を経て独立・孤立した個体群であることが明らかとなった。2011年になって、この孤立した個体群においても気泡を用いた採餌を行っていることが観察された。バブル・クラウドとバブル・ネットの使用が確認され、バブル・クラウドの方が使用頻度が高い。

## クジラの軌跡

### 海面

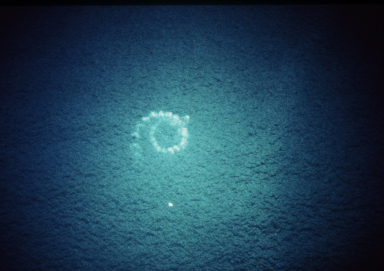
アラスカ Cape Fanshaw 沖で航空機から撮影されたバブルネット写真。時計回りの閉じた螺旋を描いている。

Jurasz & Jurasz (1979) は船舶から観察した気泡による網の張り方として、環状または閉じた螺旋を報告している。Hain et al. (1982) は船舶に加えて航空機も使用し、環や螺旋だけでなくさらに別の種類の気泡配置も俯瞰的に記録している。Hain 等が観察した螺旋状の網は必ずしも閉じてはおらず、回転半径を減少させながら {\displaystyle 1{\tfrac {1}{4}}}〜2 回転しつつ中心に近づく。放出する気泡のサイズと量は内周に来るに従い大きくなる。これらの網を形成する場合、噴気孔が回転中心を向くように体をほぼ真横にロールさせ、胸ビレはほぼ垂直面に沿って伸びる。最終的には胸ビレを軸としたピッチアップによって回転半径の小さい転回が行われる。また、閉環形成の前に 10〜30 m に渡ってほぼ直進した気泡発生が先立つことがあり、その際には全体としてρや6の字形のような軌跡を描く。環や螺旋を描く場合の回転方向は時計回り/反時計回りどちらも観察されるが、Hain 等は時計回りの方が優勢であるとしている。観察事例の母数はアラスカやメイン湾に比べて格段に小さいが、アラビア海で確認されたバブルネットは環状のみで螺旋状の形状は見られなかった。
気泡による網は必ずしも閉じたものだけではなく、直進しながら列柱状に連続して気泡を吐き、直線的な網を作り終わると急転回して壁と鋭角を成す位置で採餌する例、同様に直進して網を形成するが最後の急転回中にも気泡を吐くので直線部の末端にカギ型ができている網を作り、そのカギ型に凹んだ位置で採餌する例が観察されている。また、半円形・V字型の網を形成する場合もあり、この時も採餌はその網の凹部で行われていた。

### 海中
深度計・3軸磁気センサ・加速度計などを備えたタグをザトウクジラの背部に吸着させて海中のクジラの機動を記録する調査がメイン湾で行われている。その結果、クジラが螺旋状に気泡を放出する際に海中でどのような動きをしているかがより詳しくわかった。螺旋開始の外周部はその潜水の最深部から開始され、回転半径を減少させ内側へ回り込みながら少しずつ上昇していく。一般に気泡の放出は螺旋開始点で始まり、上昇しながら連続しての放出または連続放出の後に断続した放出が続く。螺旋中のクジラのロール角（左右への傾き）の変化は個体により様々だが、海面上から観察されていたとおり全体の傾向としては螺旋が終わりに向かうにつれ増加する。その後螺旋の中央部で採餌が行われる。これらの過程は、上昇しながら螺旋を描くので「アップワード・スパイラル (Upward-spiral)」と名付けられた。
同時に、海面からの観察例からは報告されていない動きも確認されている。最初の潜水で気泡を吐いて深く大きいループを描いた後、一旦浮上し 1〜数回尾ビレで海面を打ち（この行動はロブテイル "lobtail" と呼ばれる）、再び気泡を吐きながら潜水し浅く小さいループを描いて採餌のために浮上する。最初のループは餌生物を囲い込むコラル・ループ (corral-loop) 、2番目のループは餌生物の捕獲を伴うキャプチャー・ループ (capture-loop) 、そしてこの動き全体は「ダブル・ループ (Double-loop)」と呼ばれている。キャプチャー・ループはコラル・ループに対して、潜水深度と潜水時間はおよそ半分、転回時の角速度はおよそ2倍となっている。尾ビレを海面に打ち付ける過程は、魚の恐怖刺激に対する集団化行動を利用して採餌効率を増大させているのではないかと推測されており、尾ビレの打ち付けは今からネットを形成する場所を他個体に教えているのではないかという仮説には、実際にはコラル・ループが先行している点から批判的な見解が示されている。2頭でダブル・ループを行う際、片方が餌生物を集めてもう片方がダブル・ループに従事しているという分業を示唆する行動を取るペアが複数組確認されている。
スパイラルネットとコラル・ループでは、バブルネット形成のための潜水深度はその地点での海底までの水深と無関係であることが明らかとなった。気泡放出開始が最も頻繁だったのは深度 20〜25 m で、バブルネット形成開始深度と形成終了深度の差は 20 m 未満である。

### 高機動適応

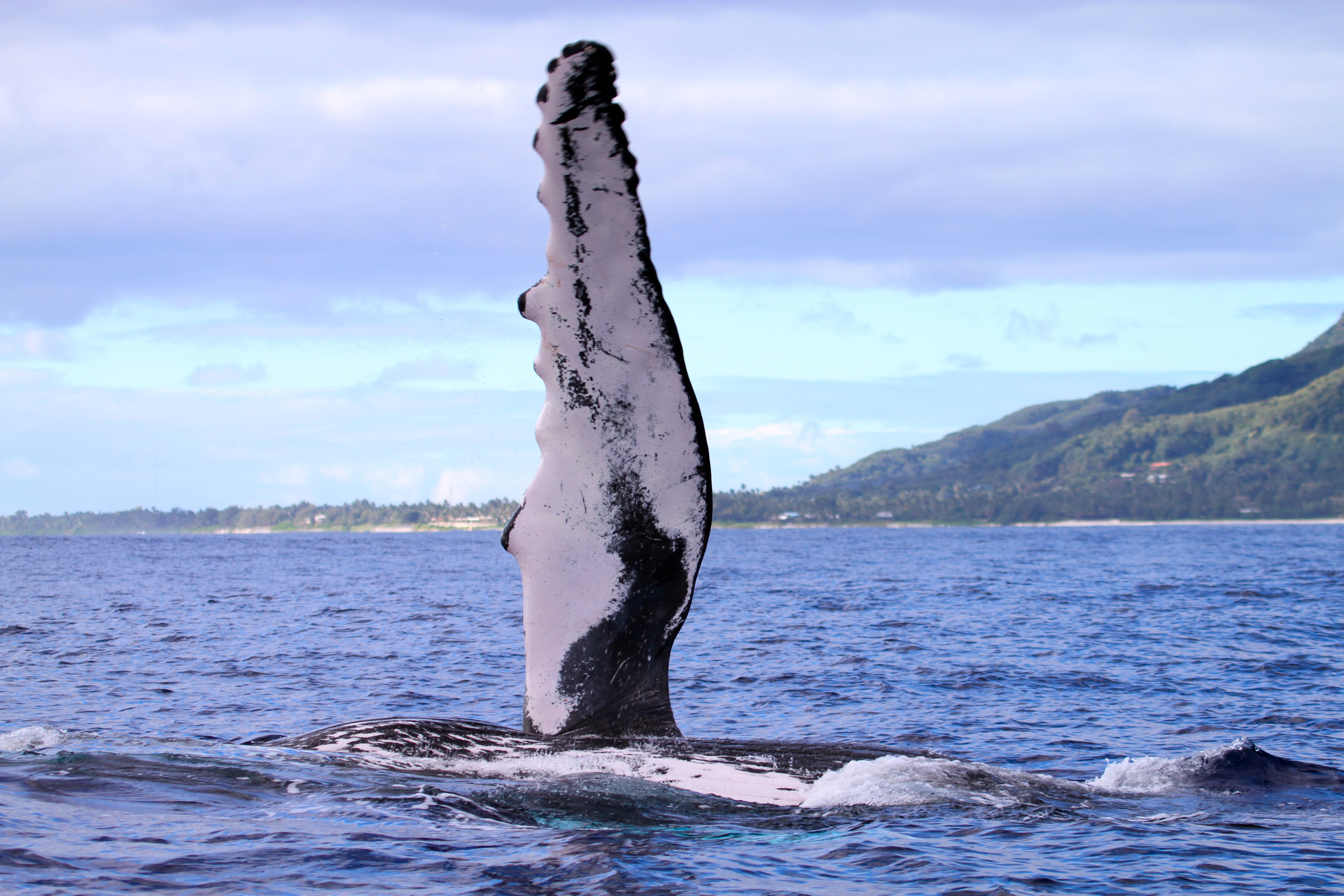
ザトウクジラの長大な胸ビレ。前縁（画像左側）に突起が並んでいる。

他のヒゲクジラ類の採餌行動がどちらかと言えば単純な軌跡を描くのに対し、ザトウクジラにおいて海面・海中で確認されたような何回もの急転回を伴う軌跡は複雑なものであり、このことはザトウクジラが他のヒゲクジラ類では必要のない高機動性を持つことを要求する。ザトウクジラはその学名（Megaptera：μέγᾰς〈megas, 大きい〉+ πτερόν〈pteron, 翼〉）の由来となっているように、他のクジラと比しても長く大きな胸ビレを持っており、これはその特異な形態による流体力学的特質によって要求される機動性の獲得に関係している可能性がある。ザトウクジラの胸ビレがどのようにして進化してきたのかはよくわかっていないが、その形状と大きさのおかげでザトウクジラは他のヒゲクジラ類とは異なった採餌法を選択可能となる。このことにより餌生物の群を高効率で利用が可能になる、または他と同じような採餌法では利用できなかった餌資源を開発できている可能性がある。

## バブルネット

### 物理的性質
海中の軌跡の項で既に述べた、バブルネットを形成する際の開始地点と終了地点の垂直距離が 20 m 未満であるという制限は Wiley 等がメイン湾で確認したものであるが、それに先立って別の研究者によりアラスカのザトウクジラにおいても同様の数値の制限が報告されている。そこで試験的に作成したバブルネットの水面への上昇を観察する水槽実験が行われた。その結果、気泡は大きさにより上昇速度が異なるため、放出点からの上昇距離がおよそ 20 m を超えるとネットにかなり大きな空隙が生じることが明らかになった。交流がほとんどないと考えられている遠くはなれた2大洋の個体群それぞれが同じ最大値を持つことからも、この数値が物理学的特性による制限であることが示唆される。

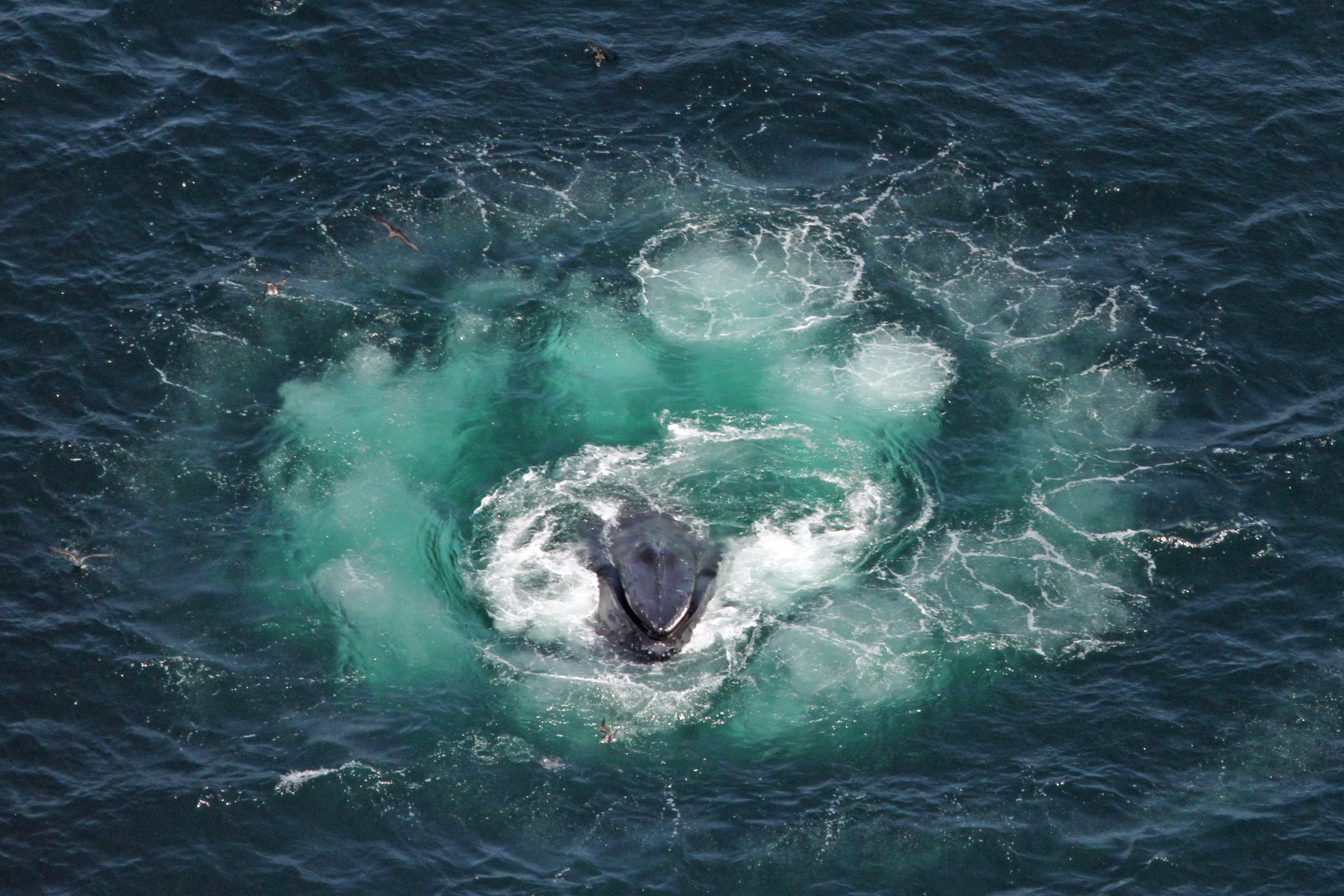
螺旋状のバブルネット中央に突進採餌で浮上したザトウクジラ

クジラが作り出す気泡がどのような仕組みで障壁となり「網」として機能するのかについては、様々な説が存在する。気泡はクジラの姿を隠し獲物に感知されるのを遅らせている、気泡を多く含んで見かけ上の密度が減少した海水の中では充分な浮力が得られずそこに入り込んだ獲物は向こう側に到達できず気泡柱を落下してしまう、など受動的な理由も仮定されたが、実験によると餌生物は気泡に対して実際に忌避行動を示すらしい。
しかし餌生物の反応を引き起こすのが気泡の視覚的刺激なのか聴覚的刺激なのか機械的刺激なのかについては未だ多くの議論が重ねられている。Ingebrigtsen はオキアミは視覚的に気泡を検知していると推測し、Jurasz & Jurasz (1979) は昼光下でのみ魚（サーモン若魚）が気泡に反応した実験を紹介し、かつ自身の観察でもザトウクジラが夜間に採餌を行った例や、水中聴音機に夜間の気泡放出が記録された例はないと記述している。その一方で Sharpe et al. (1997) はニシンとマアジが暗闇でも気泡を避けるという逆の実験結果を引用している。ただし生物発光機構の影響に留意し気泡の視覚成分に反応している可能性を除外はしていない。
バブルネットにおける聴覚的刺激要因について、Timothy G. Leighton 等は気泡障壁の物理特性に注目し、コンピュータによる計算とシミュレーションを経て、ある仮説を提示している。彼らの計算では仮想上の環状バブルネットにある角度で障壁に入射した音波は障壁から出て行かずに環状の障壁をぐるぐる回りこんでいくという結果が産出された。一般にはフィーディングコール（他のクジラへの合図）と呼ばれているネット形成開始時の発声は水中マイクなどなくとも船体を通じて人間に直に聞こえるほど大きいが、その大音量がネットの中で音の壁となって餌生物が障壁に近づかないようにしている可能性を彼らは示した。これは実測された現象ではなくあくまでシミュレーションであり、筆者も認めているとおりたとえば音の散乱など考慮に入れていない条件があるだけでなく、既に考慮に入れた条件でもわずかなパラメータ変化で成り立たなくなる。ただし Leighton 等はその後、バブルネット形状として環状と同様に一般的である螺旋状の形状に関しても同様のシミュレーションを行っており、他の研究でもクジラの発声に対して環状・螺旋状の泡壁内部が静かになるという計算結果が出されている。
上昇する気泡は強力な機械的擾乱を引き起こすことがわかっており、これもまた忌避反応の誘因となり得る。実験室での気泡構造の再現において、小さな泡によってオキアミが方向を見失い、甲殻内側や肢に付着した微小気泡によって水面に追い立てられることが観察されている。しかし、気泡への忌避反応が視覚・聴覚・機械的刺激のどれかによって特に起因されるというよりは、異なる環境条件下でそれぞれの刺激の効果が変動するというのが有望な想定であると考えられる。

### 餌生物による泡壁突破
ニシンについての水槽実験で実際に魚が気泡を忌避することが確認された後、さらにその苦手な気泡でできた障壁を魚はあえて突破するのかが調べられた。その結果、確かにニシンは実際に気泡障壁を突破する場合があり、その条件は障壁の反対側にいる魚の数が多いことで、こちら側がより少数や単独だと障壁を突っ切る傾向がより強くなる、ということが判明した。
肉食魚類・海鳥類・鰭脚類など個々の獲物を襲撃する捕食者に対して、群から孤立した個体が狙われやすく、獲物の群サイズが大きいほど捕食成功率が低下することがこれまでの研究で明らかになっている。そのため通常の捕食者に対する反応としてならば、より大きい集団を形成しようとするこの行動傾向は有効であり被捕食者の生存確率を上げる。だがこれは幸運にもバブルネットの外側に取り残されて本来なら助かっていたはずの魚が忌避するバブルネットをあえて通り抜けてまでネットの内側に合流する可能性を示しており、この反応は通常の捕食者とは異なるヒゲクジラ類のような「飲み込み型」捕食者に対する反応としては全く逆の致命的な結果をもたらす。

### 採餌以外の用法
ザトウクジラによる気泡の使用は採餌のみに留まらない。採餌行動中ではない時の気泡放出は、特にイルカが近くにいるときなどは「遊び」であると考えられており、付き従っている護衛役クジラ（"エスコート"と呼ばれる）がカモフラージュとして気泡のスクリーンを母仔の周囲に展開したり、求婚オスがメスへのアピールまたは他のオスへの牽制としてネットを形成することも報告されている。バブルネット・フィーディングに代表される採餌の際の気泡使用は、ザトウクジラにおける気泡適用活動の一面でしかないことが示唆される。

## 餌生物
アラスカ沿岸（北太平洋）でのJurasz 夫妻による観察では、ツノナシオキアミ (Euphausia pacifica)、ニシン (Clupea pallasi)、カラフトシシャモ (Mallotus villosus) がバブルネット・フィーディングや突進採餌による捕食対象として報告されている。ニシン用のバブルネットはオキアミ用のバブルネットよりも大きい。
メイン湾（北大西洋）では、イカナゴ属の1種である American sand lance (Ammodytes americanus) とタイセイヨウニシン (Clupea harengus) が捕食されていると Hain 等は記載している。より北方のカナダ沿岸では優占的餌生物であるカラフトシシャモはより暖かい地域では生態が類似している American sand lance に餌生物としての地位が置き換わっている可能性を指摘されている。さらに北のアイスランド海域ではオキアミ科の Thysanoessa inermis と Meganyctiphanes norvegica が大量発生する際に集まるヒゲクジラ類の中にザトウクジラも確認されており、Ingebrigtsen が見た「気泡の網を使った狩」でも餌となっていたのはオキアミ類だった。
南極海はオキアミ類を基礎に置いた生態系で知られており、ヒゲクジラ類もここではその餌のほとんどをオキアミ類でまかなう。ザトウクジラもその例に漏れずオキアミ類、特にナンキョクオキアミ (Euphausia superba) を捕食する。南極海で確認されているザトウクジラのバブルネット・フィーディングも、対象は「オキアミ類 (krill) 」であると記述されている。マゼラン海峡での観察では、当地でザトウクジラはニシン科魚類スプラットの1種である Fueguian sprat (Sprattus fuegensis) やコシオリエビの1種 (Munida sp.) やオキアミ類を対象に様々な採餌法を用いていたが、泡を用いた採餌は Fueguian sprat に対してのみ行われた。

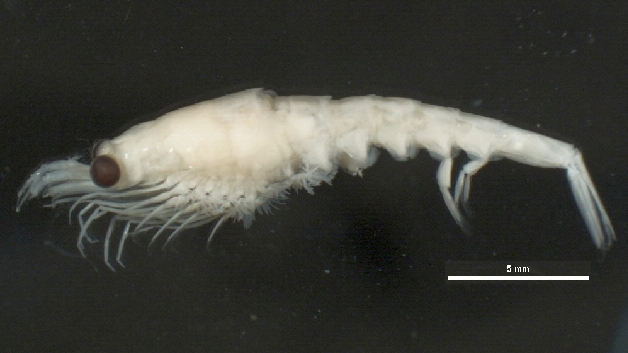
ツノナシオキアミ Euphausia pacifica
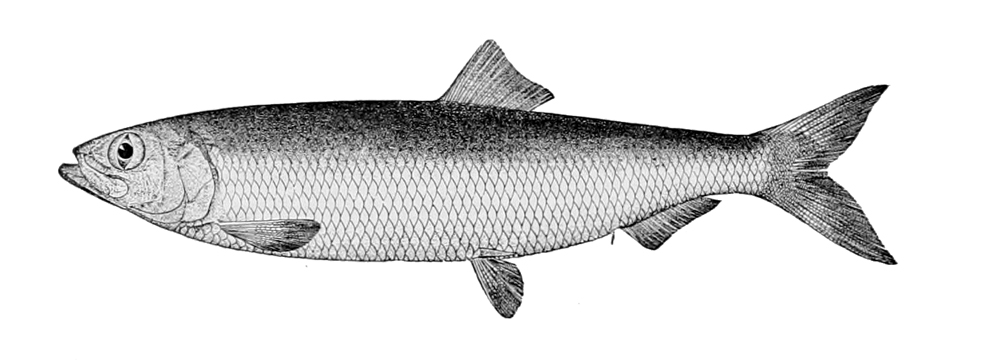
ニシン Clupea pallasi
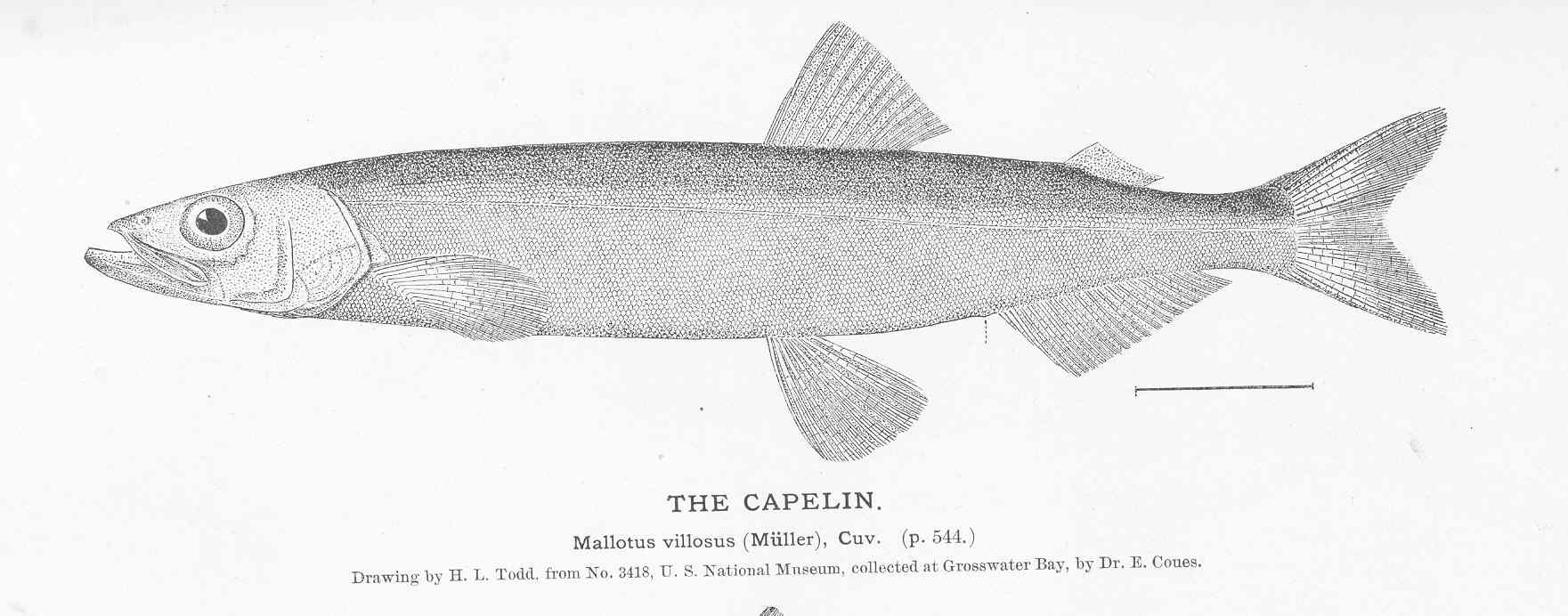
カラフトシシャモ Mallotus villosus
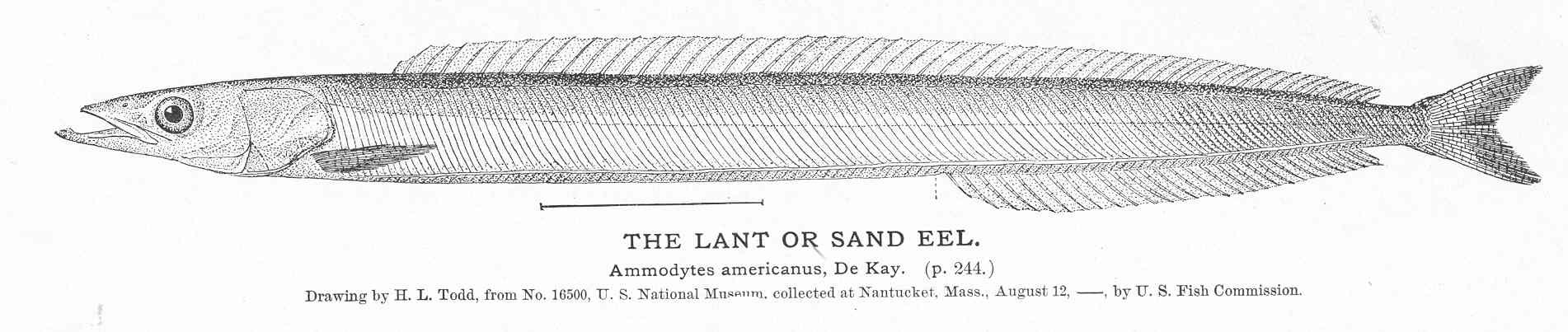
American sand lance Ammodytes americanus
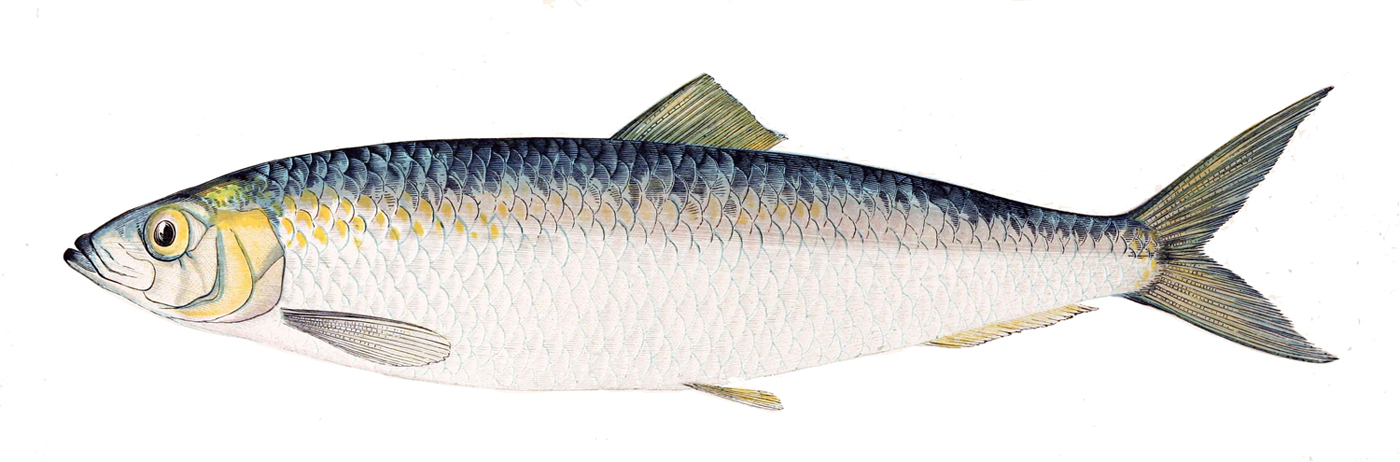
タイセイヨウニシン Clupea harengus
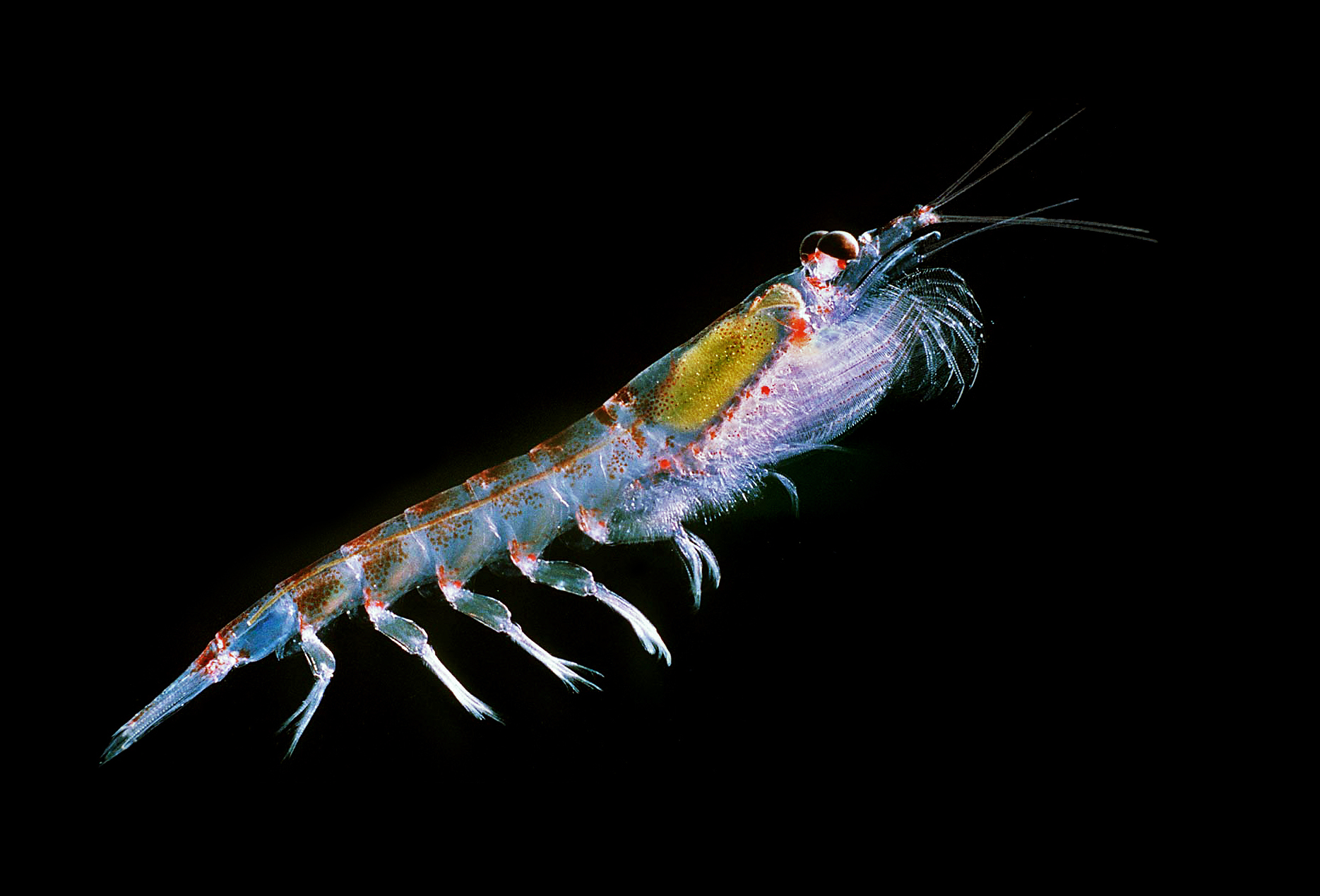
ナンキョクオキアミ Euphausia superba

## 摂食戦略と進化
| 濾し取り型のクジラヒゲ。長く非常に細かい（ミナミセミクジラ） |  | 飲み込み型のクジラヒゲ。短く比較的粗い（シロナガスクジラ） |
| 濾し取り型のクジラヒゲ。長く非常に細かい（ミナミセミクジラ） |  | 飲み込み型のクジラヒゲ。短く比較的粗い（シロナガスクジラ） |

クジラヒゲを用いて濾過食を行うヒゲクジラ類の摂食戦略としては、海底で底生食を主に行っているコククジラ科を別とすれば、漉し採り型 (skimming type) と飲み込み型 (swallowing type) に大きく分けられる。濾し取り型は口を開けたまま海面近くを泳ぎ、口前方からの取水と口側面からの排水が同時に行われる。飲み込み型では下顎吻端から腹部まで走る襞が大きく伸びるほど口中に取水した状態で顎を閉じ、その後舌で圧力をかけて上下顎の隙間から排水する。
どちらの場合も排水の際に餌生物がクジラヒゲに捕らえられるが、クジラヒゲで構成されるフィルターは一般的に濾し取り型の方が細かく体に対する総面積が大きい。フィルターの細かさはクジラヒゲ内側に沿う房繊維の間隔と房繊維の細さに関係する。長く繊維の細かいクジラヒゲを持つセミクジラ科は濾し取り型の摂食を行うのに対し、比較的短く繊維の粗いクジラヒゲをもつナガスクジラ科は飲み込み型の摂食を行う。
セミクジラのフィルターは 2.5 mm のプランクトン類でも捕らえることができるほど細かく、ヒゲクジラ類の中ではもっとも小さいプランクトンを食べているが、大型のナガスクジラ科が持つ短く粗いクジラヒゲではそのような小型プランクトン類は通り抜けてしまい、ナガスクジラ・シロナガスクジラ・ザトウクジラなどではより大きな魚類に対する魚食性の割合が比較的高くなる。すなわちナガスクジラ類はセミクジラ類の餌生物に比べてもより敏捷で機敏に泳ぐ生物を餌としている。そのような遊泳力の大きい餌生物に対する適応として、餌生物の群のまわりを退路を防ぐように回転中心方向に背を向けて旋回し、徐々に回転半径を小さくして群を押し集める行動はザトウクジラだけでなくシロナガスクジラやナガスクジラでも確認されている。
同様の行動に加えて、ザトウクジラではさらに気泡放出を伴うバブルネット・フィーディング行動を獲得したが、この行動がどのように発達してきたかについてはまだよくわかっていない。協調行動としての観点から見ると、そのような協同戦略は近い血縁関係が維持される状況で最も起こりやすい。しかし、組織標本を採取してザトウクジラの小群内の血縁関係を調査してみたところ、季節を変えても雌雄間にも、乳児と母親の関係以外に明確な関係性パターンは見られなかった。また、ザトウクジラの他の社会システム（乱婚性・一産一子・広範囲な若年個体の分散）ではそのような関係性と戦略が維持されるとは予想されにくいと考えられている。よって Sachs et al. (2004) が協力を維持・進化させるモデルとして挙げた3つの内、血縁関係によるもの以外の2つ、見返りを与える個体への互恵、利己的な行動に偶発的に付随する協力、のどちらかに相当する可能性がある。個体間の協力行動を議論する際にしばしば「ズルをする（協力に伴うコストを支払わずに利益だけ享受する）」個体の存在が言及されるが、バブルネット・フィーディングにおいても気泡の放出や囲い込みを想起させる軌跡を一切示さずに最終的な集団による突進採餌にだけ参加した個体の行動記録が紹介されている。協調を発達させる選択圧となり得る要因としてアップワード・スパイラルを行う際により多数の個体が参加する方が参加する各個体のコスト（この場合必要とされるエネルギーと全体の動きの中で必要とされる複雑さ）が減少することが判明している。
バブルネット・フィーディングはザトウクジラの遠く隔たった個体群の間でも普遍的に見られるものの、その技法・手法は各個体群それぞれにおいて特徴的そして場合によっては流動的であり、ザトウクジラの「歌」と同様に文化としての側面を指摘されている。例えば、バブルネット・フィーディングにおいて尾ビレの腹側で海面を叩く行動（ロブテイル）はメイン湾で1980年に初めて観察され、当初はたった1頭のザトウクジラの行動として記録されたものだった。しかしその後これを用いるクジラの割合は増加していき、およそ20年後には個体数の4割がロブテイルを行うようになった。これは個体間の学習によって習得されており、血縁（母仔関係）は学習率に影響していないことも明らかとなっている。

## 他のクジラによる類似した漁法

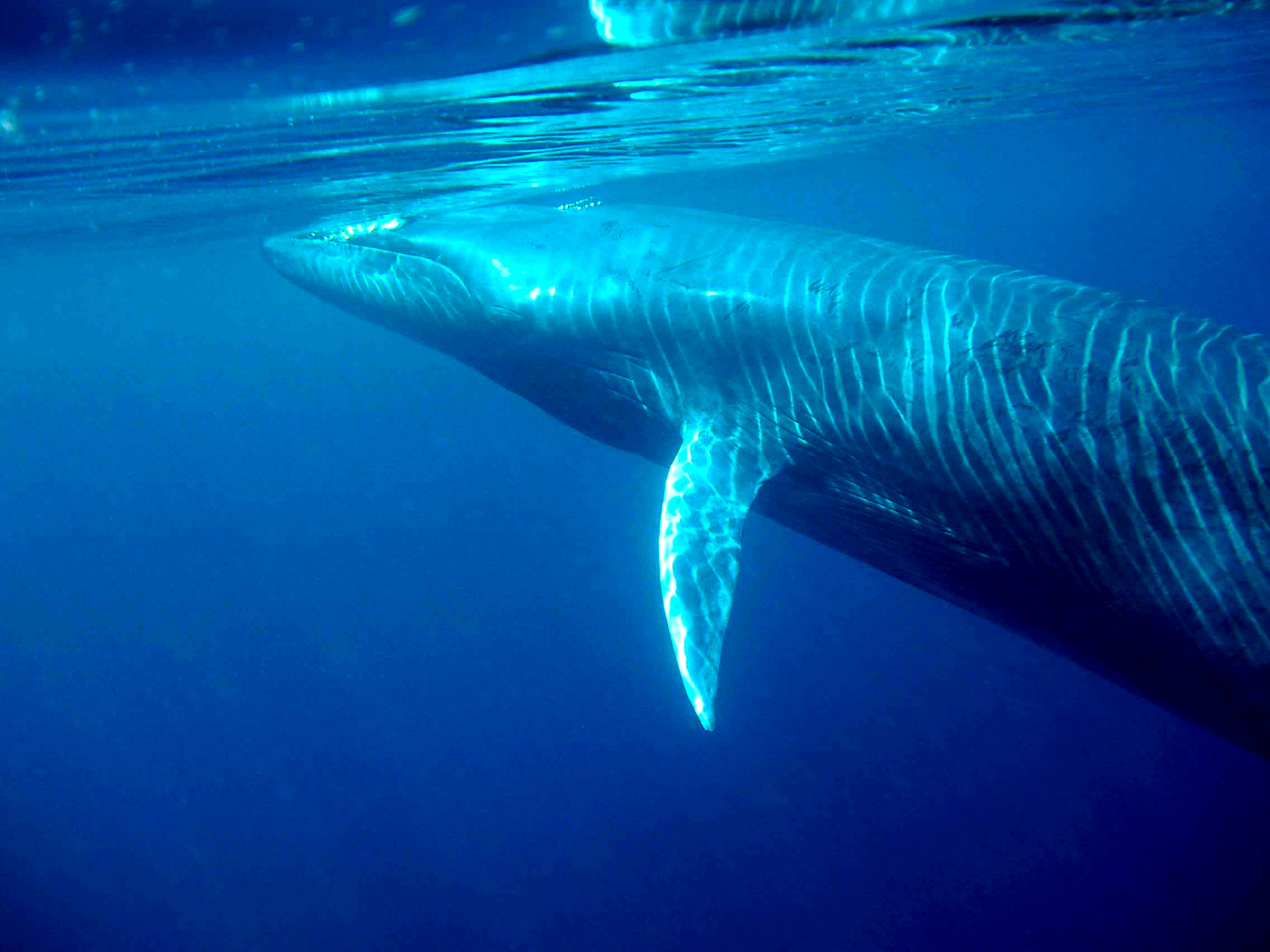
カツオクジラ

ヒゲクジラ類ではカツオクジラ (Balaenoptera edeni) も土佐湾（四国南部）と野間半島沖（九州南西部）でバブルネット・フィーディングと見られる気泡の輪の放出が確認されている（なお確認当時、当該個体群はニタリクジラとされていた）。この場合はザトウクジラのような下方から気泡中央への突進採餌は見られず、気泡輪が形成された後に輪の外側に通常の浮上を行う。このことから採餌は海面下で行われていると推測される。また観察された全てが単独行動で複数個体の協同は見られなかった。餌生物の種類は確認されていないが、同海域でカツオクジラによって行われている突進採餌の際にはカタクチイワシと思われる魚が口角周辺で観察された。カツオクジラについてはその後、中国沿岸南シナ海のトンキン湾（雷州半島西方）でも気泡を線状に連続放出する行動が確認されている（ただし採餌行動は同時に観察されなかった）。また、ニタリクジラ (Balaenoptera brydei) についてもカリブ海においてザトウクジラの物と似た気泡による障壁の形成が観察され、採餌行動との関連が示唆されている。
ヒゲクジラ類では珍しい協同採餌行動であっても、ハクジラ類では稀なことではなくイルカが魚群に対して協同で狩猟する例はよく見られる。シャチ (Orcinus orca) などでは流氷上のアザラシを襲う際に、横一列にぴったりくっついて氷に向かって泳ぎ獲物を押し流す大きな波を作るシャチたちと、その反対側で波に洗われて海中に落ちるアザラシを待ち構えるシャチ、のように役割を分担しての協同も見られる。
バブルネット・フィーディングと同様に複数個体が獲物の周囲を障壁で囲む採餌法がハンドウイルカ (Tursiops truncatus) で知られている。海底に泥がたまった河口や浅瀬で魚群を見つけたハンドウイルカは、まず1頭が尾ビレで泥を巻き上げながら魚群の周りを回り始める。魚群の周囲が泥のカーテンで囲まれてしまうと、魚は泥の壁を突き破ろうとはせず水面から泥の輪を飛び越えて逃げようとする。他のイルカは水面から顔を出して泥の輪の外で待ちかまえ、落ちてきた魚を空中で捕まえる。